# Putaansaari (ö i Norra Karelen, Joensuu, lat 62,62, long 29,87)
Putaansaari är en ö i Finland. Den ligger i Pielis älv och i kommunen Joensuu i den ekonomiska regionen  Joensuu ekonomiska region  och landskapet Norra Karelen, i den sydöstra delen av landet, 400 km nordost om huvudstaden Helsingfors. Öns area är 16,5 hektar och dess största längd är 0,8 kilometer i öst-västlig riktning.